# ArmorGroup
Die ArmorGroup ist ein in London ansässiges privates Sicherheits- und Militärunternehmen mit Büros auf fünf Kontinenten. Das Unternehmen unterhält neben der Unternehmenszentrale in London weitere Hauptbüros in den USA, Dubai, Kolumbien, Russland und Japan.
Die ArmorGroup hat Kunden in über 50 Ländern, unter anderem Afghanistan, dem Irak, Nigeria und Sudan. Das Unternehmen selbst gibt an, dass im Jahr 2007 37 % seiner Gewinne im Irak erwirtschaftet wurden. Im Jahr 2006 waren es noch 49 %. Es ist Mitglied in verschiedenen Lobbyverbänden der Sicherheits- und Militärdienstleister, unter anderem bei der International Peace Operations Association, der British Association of Private Security Companies und der Private Security Company Association of Iraq.

## Geschichte

### American Body Armor
1969 wurde in Jacksonville, Florida das Unternehmen American Body Armor gegründet, das sich mit der Entwicklung und Herstellung von Schutzwesten beschäftigte. Das Unternehmen musste im Jahr 1992 Bankrott erklären. Der Geschäftsbetrieb wurde nach amerikanischem Insolvenzrecht (Chapter 11) weitergeführt, bis 1995 verschiedene internationale Investoren das Unternehmen übernahmen und es restrukturierten und -organisierten. Das Unternehmen wurde in Armor Holdings Inc. umbenannt.

### Armor Holdings wird Centigon
Bis ins Jahr 2001 kaufte die Armor Holdings Inc. mehr als zwanzig Unternehmen, die Sicherheits- bzw. Militärdienstleistungen anbieten, darunter die russische Alpha-A Ltd., Safariland und die US-amerikanische O'Gara-Hess & Eisenhardt Armoring Company.
Insbesondere die Produktion von Sonderschutzfahrzeugen wurde neu organisiert. Im Jahr 2005 wurde der Namen Centigon, der bereits ab 1998 von der Niederlassung O'Gara-Hess and Eisenhardt in Kolumbien verwendet worden war, nun allgemeiner Name dieser Sparte und löste den Namen Armor Holdings ab. Am 7. Mai 2007 wurde die Centigon von der BAE Systems für 4,1 Mrd. US-Dollar bis zum 31. Juli 2007 übernommen. Die BAE entschied sich für eine globale Lösung und gab das Unternehmen Centigon bis zum 26. Februar 2008 an die Carat Duchatelet Holdings weiter. Dort wurde Centigon im März 2010 der dritten Sparte des Unternehmens, der Carat Security Group, zugeordnet.

### ArmorGroup
Im Jahr 1996 hatte die Armor Holding das Unternehmen Defence Systems Limited (DSL) übernommen, das im Bereich der Militärdienstleistungen tätig war. DSL wurde als Tochterunternehmen eingegliedert und in ArmorGroup umbenannt.
Die heutige ArmorGroup International PLC entstand durch den Verkauf an das Unternehmen Granville Baird Capital Partners, eine Private-Equity-Gesellschaft, am 26. November 2003. Im Dezember 2004 wurden Aktien des Unternehmens am London Stock Exchange gehandelt; damit war ArmourGroup der erste Militärdienstleister, dessen Aktien öffentlich gehandelt wurden.
Am 22. März 2008 gab die G4S, eines der größten Sicherheitsunternehmen der Welt, bekannt, dass sie 58 % aller ArmorGroup Aktien besitze. Am 7. Mai 2008 gaben beide Unternehmen bekannt, dass G4S die ArmorGroup für 44 Millionen Pfund Sterling (rund 55,8 Millionen Euro) kaufe.

## Einsatzgebiete

### Afghanistan
Am 2. April 2007 gab die ArmorGroup bekannt, dass sie einen Auftrag zur Bewachung der US-amerikanischen Botschaft in Kabul erhalten hat. Der Vertrag hat eine Laufzeit von fünf Jahren. Während dieser Zeit stellte die ArmorGroup das Wachpersonal und war für die Versorgung mit Lebensmitteln und die Reinigung der anfallenden Schmutzwäsche zuständig. Außerdem stellte die Firma Sprengstoffspürhunde zur Verfügung. Der Wert des Auftrags beträgt 189 Mio. US-Dollar.
Im Herbst 2010 wurde bekannt, dass die ArmorGroup 2007 zwei rivalisierende Warlords als Subunternehmer für die Bewachung des US-Militärflugplatzes Shindand eingestellt hatte. Einer der beiden (Die Amerikaner nannten ihn, in Unkenntnis seines echten Namens, nach einem Charakter des Films Reservoir Dogs „Mr. Pink“.) verriet Truppenbewegungen an die Taliban und erschoss außerdem den anderen (Die Amerikaner gaben ihm den Namen „Mr. White“.). Dann wurde der Nachfolger und Bruder von Mr. White, Mr. White II, bei einem Bombenangriff auf sein Haus – der einem Talibananführer galt – ums Leben, worauf die ArmorGroup einem weiteren Bruder (Mr. White III), die Überwachung der Basis anvertraute. Die Umstände erregten internationales Aufsehen und wurden auch dem US-Senat vorgelegt.

### Irak
Im Irak unterhielt das Unternehmen Büros in Modul, Bagdad und Basra. Nach eigenen Angaben ist sie im gesamten Land aktiv und schützt Regierungsvertreter. Des Weiteren ist Armor in der Minenräumung aktiv.